# Савченко Юрій Борисович
Ю́рій Бори́сович Са́вченко (1989—2014) — старший сержант Збройних сил України, учасник російсько-української війни.

## Життєпис
Народився 1989 року в селі Велика Загорівка (Борзнянський район, Чернігівська область). 2007 року закінчив загальноосвітню школу села Велика Загорівка; у 2008 році — Чернігівське вище професійне училище побутового обслуговування. Здобув професію «слюсар-електрик з ремонту електроустаткування». 2010 року закінчив Броварський професійний ліцей за спеціальністю кухар-кондитер. У листопаді 2010 року призваний на строкову військову службу до лав Збройних Сил України. З 2010 року проходив військову службу за контрактом; старший сержант, 169-й навчальний центр Сухопутних військ.
Загинув 31 серпня 2014 року при виконанні бойового завдання поблизу Дебальцевого. Тоді ж загинули капітан Володимир Бондаренко, прапорщик Дмитро Титок, сержант Олександр Шелепаєв. Військовики були в «секреті» — як снайпери-розвідники. Детальні обставини смерті не розголошуються. Наразі відомо, що бійці потрапили у засідку, в таку ж саму засідку потрапив і підрозділ, котрий бронетехнікою рухався для евакуації групи.
Похований у селі Велика Загорівка.
Без Юрія лишились мама, дружина та син.

## Нагороди і вшанування
- 31 жовтня 2014 року за особисту мужність і героїзм, виявлені у захисті державного суверенітету та територіальної цілісності України, вірність військовій присязі під час російсько-української війни, відзначений — нагороджений орденом «За мужність» III ступеня (посмертно).
- Його портрет розміщений на меморіалі «Стіна пам'яті полеглих за Україну» у Києві: секція 4, ряд 4, місце 6
- встановлені меморіальні дошки в селі Велика Загорівка (квітень 2015), в жовтні 2015 року на будинку, де він мешкав у смт Десна Козелецького району; в травні 2017 року на будівлі Великозагорівської загальноосвітньої школи І—ІІІ ступенів.
- його ім'я викарбуване на меморіалі загиблим воїнам 169-го Центру, відкритому у грудні 2017 року в смт Десна.
- Вшановується 31 серпня на щоденному ранковому церемоніалі вшанування українських захисників, які загинули цього дня у різні роки внаслідок російської збройної агресії[1]